# André Brue

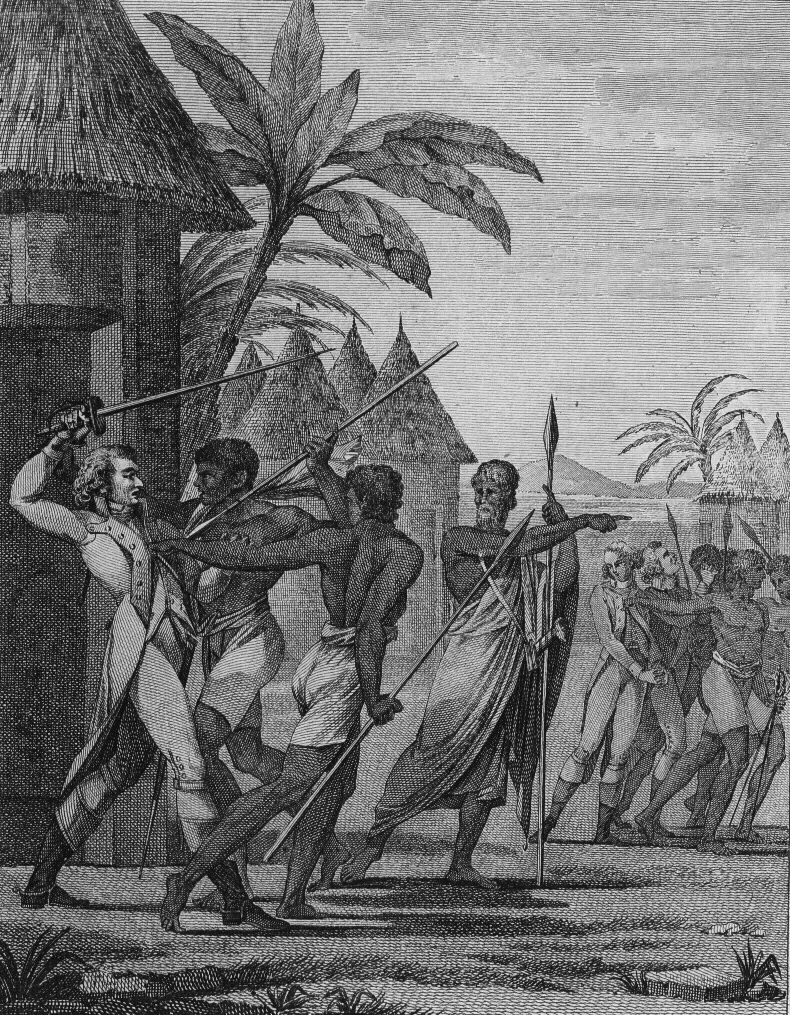
André Brue tillfångatas av Cayors damel. Teckning av Jean-Baptiste Durand i Atlas pour servir au voyage du Sénégal (1801).

André Brue (även stavat Bruson eller Bruë), född 25 februari 1654 i La Ciotat, död 20 maj 1738 i Marseille, var en fransk handelsman och upptäcktsresande som ledde flera koloniala handelskompanier i Västafrika.

## Biografi
Den 4 juni 1697 utsågs André Brue till generaldirektör för det franska Senegalkompaniet (Compagnie Royale du Sénégal) med säte i Saint-Louis. Han anlände till Saint-Louis den 20 augusti samma år.
Brue fann kolonin i ett dåligt skick. Han upphävde den militärisk-byråkratiska organisationen och lade fokus på handel och geografisk forskning.
Han reste långt uppför Senegalfloden, utforskade inlandet och undersökte dess ekonomiska värden. Han försökte länge men förgäves att hitta en vattenväg till Timbuktu, samlingsplatsen för alla karavaner. Efter att ha återvänt ordnade han förhållandena i kustlandet, undersökte därpå år 1698 Senegalflodens övre lopp och reste år 1700 uppför Gambiafloden. En av hans förtrogna, augustinermunken Apollinaire, lyckades samtidigt hitta guldgruvor i övre Senegalområdet.
Efter att ha avskedats men åter blivit insatt i sitt ämbete fortsatte Brue år 1714 med verksamheten. Brues strävan att hålla fred med afrikaner och araber slog väl ut. Han kunde därför ordna gummimarknaden och kartlägga landområden. Exploateringen av guldgruvorna förhindrades dock på grund av en kontrovers mellan staten och kompaniet. Fransmännen förde in mycket brännvin i landet, och handeln med slavar tilltog i omfång. Från Guldkusten fraktades de svarta slavarna till Antillerna, där de användes i och för plantageodlingen.
Under Brues efterträdare avstannade kolonisationsarbetet och till sist kom engelsmännen, lockade av slavexporten, och erövrade områdena.